# ديميترا (غريفينا)
ديميترا (بالإنجليزية: Dimitra, Grevena)‏ هي منطقة سكنية تقع في اليونان في بلدية ديسكاتي.